# Свети Илия (Браилово)
Вижте пояснителната страница за други значения на Свети Илия.
„Свети Илия“ (на македонска литературна норма: „Свети Илија“) е православна възрожденска църква в прилепското село Браилово, Република Македония. Църквата е под управлението на Преспанско-Пелагонийската епархия на Македонската православна църква.
Църквата е манастирски храм. Край нея е открита раннохристиянска базилика. Църквата е изградена в XIX или в началото на XX век. Издигната е по инициатива на браиловчани, начело с Йован Павлов. Осветена е на 12 октомври 1975 година от епископ Ангеларий Пелагонийски, викарий на Охридско-Битолската митрополия.
В архитектурно отношение църквата е еднокорабна сграда с полукръгла апсида на изток.